# VidZone
VidZone è un servizio online di video musicali VOD, gestito dalla società VidZone Digital Media con sede a Londra. Il servizio fornisce gratuitamente lo streaming di video musicali dal sito VidZone.tv, oltre alla distribuzione di musica attraverso una serie di reti di telefonia mobile in tutto il mondo. Il catalogo attuale comprende più di 1.5 milioni di brani, 25 000 video musicali e 15 000 realtones, includendo il libero accesso ai cataloghi di Sony Music e EMI.
Il servizio VidZone è stato esteso alla console da gioco PlayStation 3 in alcuni territori PAL (Regno Unito, Francia, Germania, Svizzera, Italia, Spagna, Australia e Irlanda) l'11 giugno 2009, permettendo agli utenti di guardare i video musicali sulle loro PS3 o riproducendoli su PSP via "Riproduzione remota".
Appena dopo sole 8 settimane dal lancio Vidzone è stato scaricato un milione di volte e sono stati visti più di 100 milioni di video, mentre all'interno dell'applicazione sono disponibili alcuni video esclusivi:
- U2 - I'll Go Crazy If I Don't Go Crazy Tonight[9]
- The Prodigy - Take me to the Hospital[10]

Il 31 dicembre 2009 è stato annunciato che VidZone è diventata l'applicazione di video musicali più diffusa al mondo, essendo stata scaricata 2.000.000 di volte e visualizzati 200.000.000 di video.
Il 22 aprile 2010, è stato annunciato il lancio di 'VidZone TV' per PS3, che include 100 "canali" di video musicali, dietro le quinte e scatti di concerti live. Il servizio VidZone attuale verrà rinominato in 'VidZone On Demand'. Infine è stato reso noto il raggiungimento di 3 milioni di utenti e la riproduzione di più di 350 milioni di video.
VidZone è stato reso disponibile anche su PS4 dalla sua uscita.

## Versione 2.0
Il 9 novembre 2011, il servizio è stato aggiornato alla versione 2.0, che aggiunge, oltre ad una totale rinnovazione grafica, una gestione migliore del PlayStation Network e degli Amici, la compatibilità a Facebook, sia per postare le canzoni che si stanno ascoltando, che per consigliare una canzone o un intero canale Vidzone, migliora anche il servizio in termini di velocità, ora molto più veloce grazie anche alla nuova divisione in "Zone"(Pop, Hip Hop, Party, Indie, Rock, Chill Out, Metal...), migliorata anche la sezione Ricerca, ora molto più accessibile e veloce di prima, accessibile sia sul menù principale, che ad ogni canzone e canale, ora permette di cercare anche tutte le canzoni o autori simili al brano che sta selezionando o ascoltando.

## Caratteristiche
- Schermo intero: i video musicali vengono visualizzati in una finestra di anteprima dell'interfaccia utente, tuttavia è disponibile la visualizzazione a schermo intero tramite il tasto "Select".
- Pay-per-download: è possibile scaricare contenuti aggiuntivi correlati con il video visualizzato attraverso le "Opzioni". Questi contenuti possono essere suonerie per cellulari, MP3 o file video, a seconda del video scelto.
- Playlists: è possibile creare il proprio elenco musicale personalizzato dai cataloghi offerti, sia da quelli "raccomandati" che quelli presenti nella homepage.